# École nationale d'administration (république démocratique du Congo)
Pour les articles homonymes, voir École nationale d'administration.
L'École nationale d'administration (ENA) de la république démocratique du Congo (RDC) est un établissement public de formation créé en 1960. Elle a pour mission principale de former les cadres supérieurs de l'administration publique congolaise afin d'améliorer l'efficacité et la performance des institutions de l'État.

## Historique
L'ENA-RDC a été instituée dans le cadre des réformes de modernisation de l'administration publique initiées par le gouvernement congolais, avec l'appui de partenaires internationaux. Son objectif est de remédier aux insuffisances en matière de gestion publique et de promouvoir une fonction publique de mérite et de compétence,.

## Missions et objectifs
L'ENA-RDC a pour mission de :
- former et perfectionner les cadres de l'administration publique[3],[4],[5] ;
- renforcer la culture de l'excellence, de la transparence et de la bonne gouvernance[6] ;
- rendre l'administration congolaise plus performante et moderne[7] ;
- promouvoir un recrutement basé sur le mérite[8],[9].

## Organisation et fonctionnement
L'école est placée sous la tutelle du ministère de la fonction publique et dispose d'un conseil d'administration, d'une direction générale et de plusieurs départements académiques,,.
Le directeur général actuel est l'économiste Tombola Muke, depuis décembre 2024.

## Formations et programmes
L'ENA-RDC propose :
- une formation initiale pour les jeunes fonctionnaires admis par concours ;
- une formation continue pour les agents déjà en fonction souhaitant améliorer leurs compétences[15],[16] ;
- des séminaires et ateliers thématiques sur la gouvernance, la gestion publique et l'éthique administrative[17].

## Partenariats et coopération
L'École collabore avec diverses institutions académiques et administratives, tant à l'échelle nationale qu'internationale, notamment avec des écoles d'administration de pays francophones, ainsi que des organismes tels que l'Union Européenne, l'Organisation des Nations Unies et la Banque Mondiale,,,,.

## Impact et perspectives
Depuis sa création, l'ENA-RDC a contribué à l'émergence d'une nouvelle génération de fonctionnaires qualifiés. Ses défis incluent le renforcement des infrastructures, l'élargissement de son offre de formation et l'amélioration des conditions d'apprentissage pour les élèves-fonctionnaires.